# Halichoeres notospilus
Halichoeres notospilus är en fiskart som först beskrevs av Günther, 1864.  Halichoeres notospilus ingår i släktet Halichoeres och familjen läppfiskar. IUCN kategoriserar arten globalt som livskraftig. Inga underarter finns listade i Catalogue of Life.